# Samson Mahbod
Samson Mahbod (ur. 3 lutego 1989 w Montrealu, Quebec) – kanadyjski hokeista pochodzenia perskiego.

## Kariera
- West Island Lions (2004-2005)
- Lac St-Louis Lions (2005-2006)
- Gatineau Olympiques (2006)
- Vaudreuil-Dorion Mustangs (2006-2007)
- Acadie-Bathurst Titan (2007)
- Drummondville Voltigeurs (2007-2009)
- Prince Edward Island Rocket (2009-2010)
- Elmira Jackals (2010)
- South Carolina Stingrays (2010-2011)
- Cincinnati Cyclones (2011)
- Utah Grizzlies (2011)
- Arizona Sundogs (2011-2012)
- Orlando Solar Bears (2012)
- Alaska Aces (2013)
- HC GKS Katowice (2013)
- Ciarko PBS Bank KH Sanok (2013-2014)
- Toros Nieftiekamsk (2014-2015)
- Blues (2015-2016)
- KHL Medveščak Zagrzeb (2016-2018)
- HC Vítkovice (2018)
- Krefeld Pinguine (2018-2019)
- HC Litvínov (2019-2021)
- HC Dukla Trenczyn (2021-2022)
- Asiago Hockey (2023-)

Do kanadyjskiej ligi juniorskiej QMJHL był draftowany przez klub Gatineau Olympiques, w którym występował krótkotrwale. Następnie grał w trzech innych zespołach tych rozgrywek, w tym w 2009 zdobył mistrzostwo tej ligi (w drużynie Drummondville Voltigeurs grali z nim wówczas m.in. Dmitrij Kulikow, Patrik Prokop i Yannick Riendeau). Od 2010 grał w Stanach Zjednoczonych w ligach ECHL i CHL. Od końca stycznia 2013 zawodnik HC GKS Katowice. Od połowy sierpnia 2013 do kwietnia 2014 zawodnik Ciarko PBS Bank KH Sanok. W czasie występów Mahboda w polskiej lidze pojawiły się doniesienia o rzekomych incydentach rasistowskich skierowanych wobec Mahboda, które miały zaistnieć podczas meczów z jego udziałem w lutym 2013 w Krakowie i w styczniu 2014 w Oświęcimiu.
Od sierpnia 2014 zawodnik rosyjskiego klubu Toros Nieftiekamsk, występującego w rozgrywkach WHL. Zdobył z klubem złoty medal tej ligi. Od przełomu sierpnia/września 2015 testowany i zakontraktowany w fińskim klubie Espoo Blues w rozgrywkach Liiga. Rozegrał z zespołem cały sezon Liiga (2015/2016), po zakończeniu którego została ogłoszona upadłość klubu. Od końca lipca 2016 zawodnik chorwackiego klubu KHL Medveščak Zagrzeb w rosyjskich rozgrywkach KHL. W jednym z meczów przygotowawczych zdobył zwycięskiego gola w pomeczowych najazdach przeciw Slovanowi Bratysława. W pierwszym meczu sezonu KHL (2016/2017) 23 sierpnia 2016 wystąpił w barwach swojej drużyny w meczu wyjazdowym przeciw Ładzie Togliatti (2:3). Po rozegraniu 9 meczów, w których nie zdobył punktu, doznał kontuzji pod koniec września 2016. W wyjazdowym meczu 26 stycznia 2017 z Amurem Chabarowsk (2:4) zdobył pierwszego gola w KHL.
W trwającym sezonie EBEL (2017/2018) na początku października 2017 ponownie został zawodnikiem drużyny Medveščaka Zagrzeb. Pod koniec stycznia 2018 przeszedł do czeskiego klubu HC Vítkovice. W maju 2018 przedłużył kontrakt z klubem o rok. Wraz z końcem października 2018 odszedł z klubu za porozumieniem stron, po czym powrócił do Kanady. Pod koniec listopada 2018 został zawodnikiem niemieckiej drużyny Krefeld Pinguine. W listopadzie 2019 został zawodnikiem czeskiego klubu HC Litvínov. W kwietniu 2020 przedłużył kontrakt o dwa lata. W marcu 2021 ogłoszono jego odejście z klubu. Pod koniec grudnia 2021 ogłoszono jego angaż w słowackim klubie Dukla Trenczyn. W sezonie 2022/2023 od początku był bez klubu, a na koniec stycznia 2023 ogłoszono jego zatrudnienie we włoskim zespole Asiago Hockey.
W trakcie kariery zyskał pseudonim Sammy.

## Sukcesy
Klubowe

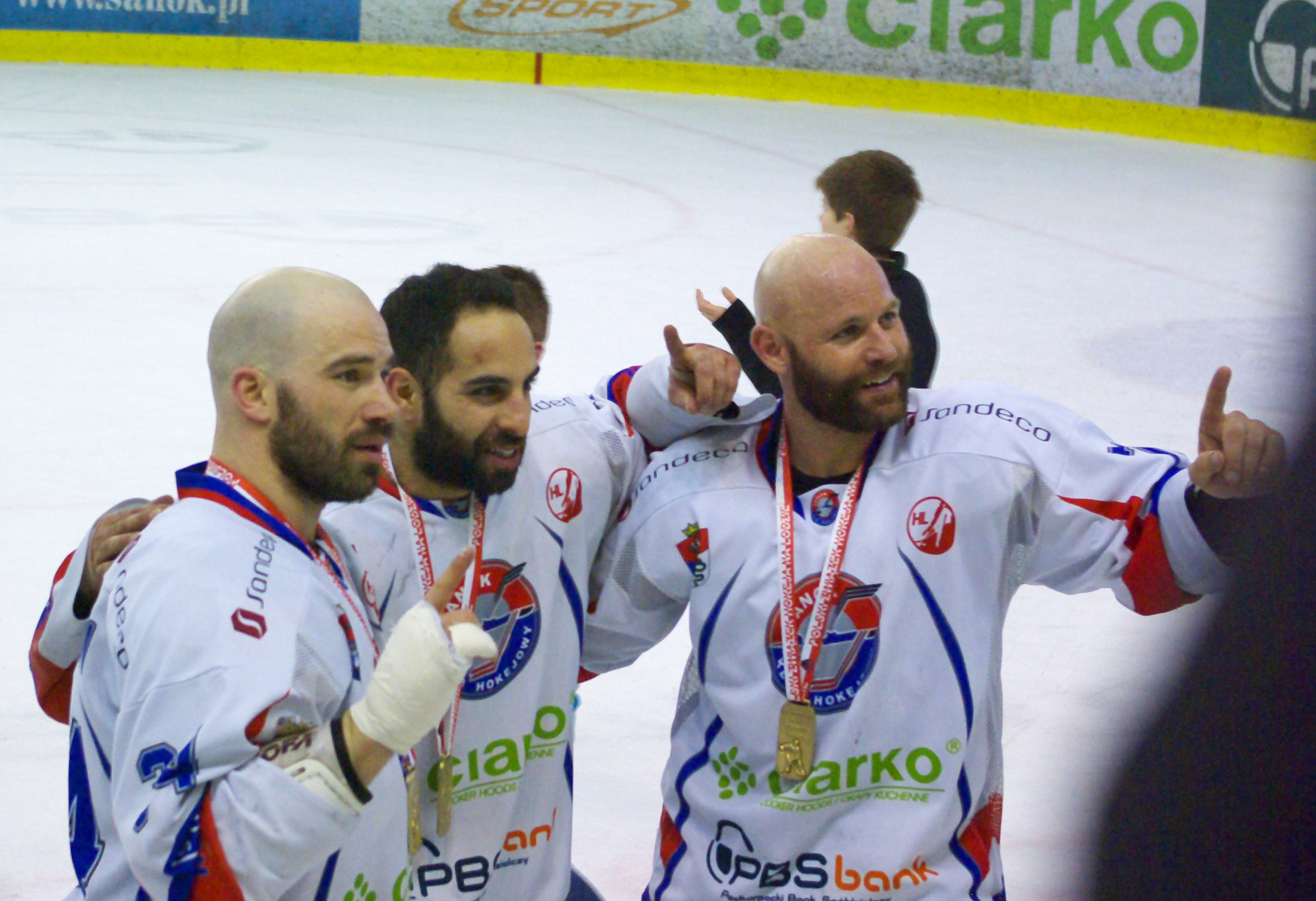
Kanadyjczycy Mike Danton, Samson Mahbod i Mike Bayrack w barwach zespołu z Sanoka po zdobyciu mistrzostwa Polski (2014)

- Trophée Jean Rougeau: 2009 z Drummondville Voltigeurs
- Coupe du Président – mistrzostwo QMJHL: 2009 z Drummondville Voltigeurs
- Półfinał Memorial Cup: 2009 z Drummondville Voltigeurs
- Finał Pucharu Polski: 2013 z Ciarko PBS Bank KH Sanok
- Złoty medal mistrzostw Polski: 2014 z Ciarko PBS Bank KH Sanok
- Złoty medal Wyższej Hokejowej Ligi /  Puchar Bratina: 2015 z Torosem Nieftiekamsk

Indywidualne
- Polska Hokej Liga (2013/2014):
  - Piąte miejsce w klasyfikacji strzelców w sezonie zasadniczym: 27 goli
  - Pierwsze miejsce w klasyfikacji asystentów w sezonie zasadniczym: 54 asyst
  - Pierwsze miejsce w klasyfikacji kanadyjskiej w sezonie zasadniczym: 81 punktów
  - Drugie miejsce w klasyfikacji +/- w sezonie zasadniczym: +51
  - Trzecie miejsce w klasyfikacji strzelców w całym sezonie ligowym: 36 goli
  - Pierwsze miejsce w klasyfikacji asystentów w całym sezonie ligowym: 68 asyst
  - Pierwsze miejsce w klasyfikacji kanadyjskiej w całym sezonie ligowym: 104 punkty
  - Pierwsze miejsce w klasyfikacji +/- w całym sezonie ligowym: +66
- Turniej im. W.S. Tarasowa 2014 w Iżewsku:
  - Pierwsze miejsce w klasyfikacji kanadyjskiej: 5 punktów (3 gole i 2 asysty)[40][41]
- Wysszaja Chokkiejnaja Liga (2014/2015):
  - Trzecie miejsce w klasyfikacji strzelców w fazie play-off: 7 goli[42]
  - Trzecie miejsce w klasyfikacji kanadyjskiej w fazie play-off: 13 punktów[43]
- EBEL (2017/2018):
  - Szóste miejsce w klasyfikacji +/- w sezonie zasadniczym: +19[44]

Wyróżnienia
- Plebiscyt „Hokejowe Orły” 2014[45]:
  - Najlepszy gracz w opinii zawodników PHL
  - Najlepszy zawodnik zagraniczny